# Karin Donckers
Karin Donckers   (Minderhout, 28 de maig de 1971) és una hípica belga que ha participat en diverses competicions.
Ha competit en sis Jocs Olímpics entre 1992 i 2016 (només falta el 1996). El seu millor resultat va ser el quart lloc a la competició per equips el 1992. També ha acabat dues vegades entre els deu primers de la competició individual, amb un vuitè a Barcelona el 1992, un setè en la prova d'equip a Atenes i un novè el 2008. El 2024 va participar a París en les seves setenes olimpíades.